# Dev-C++
Dev-C++ è un IDE gratuito distribuito sotto la licenza GNU per la programmazione in C/C++ scritto in Delphi.
Ormai abbandonato da tempo è caduto in disuso nel campo professionale ma rimanendo spesso utilizzato nel campo dell'istruzione scolastica.
Il progetto è sponsorizzato da Sourceforge.net.

## Caratteristiche
Una caratteristica di Dev-C++ è il suo uso dei DevPaks, estensioni sull'ambiente di programmazione con librerie addizionali, template e strumenti. I DevPaks solitamente contengono strumenti GUI, inclusi kit di sviluppo come GTK+, wxWidgets, e FLTK. Altri DevPaks includono librerie per usi delle funzioni più avanzate.
Dev-C++ attualmente funziona esclusivamente su Microsoft Windows. È disponibile un port su Linux, ma il progetto è stato abbandonato da tempo.
Il programma tende a presentare spesso alcuni problemi durante la compilazione e l'esecuzione dei vari programmi, segnalando problemi che in realtà sono assenti nelle righe di codice.

## Storia
Dev-C++ è stato fondato originariamente dal programmatore Colin Laplace e dalla sua azienda, la Bloodshed Software.

### Abbandono dello sviluppo
Il progetto non è più attivo, l'ultima notizia risale a febbraio 2005. È stato l'ambiente di sviluppo ufficiale delle Olimpiadi internazionali dell'informatica fino al 2010.

### Sviluppo indipendente
Tuttavia c'è un team di sviluppatori che ha migliorato l'IDE Dev-C++ e aggiunto nuove funzioni come il supporto per più compilatori e un RAD designer per le applicazioni wxWidgets. Questo IDE si chiama wxDev-C++.
Il 30 giugno 2011 una versione non ufficiale di Dev-C++ è stata pubblicata da Orwell (Johan Mes), un programmatore indipendente  che usa una versione più recente del compilatore GCC, ha migliorato la stabilità e corretto numerosi errori. Il 27 agosto, dopo essere stata una versione beta per 5 anni, è stata pubblicata la versione 5.0. Tale versione ha una propria pagina separata su SourceForge a partire dalla versione 5.0.0.5, poiché il precedente sviluppatore non rispondeva alle richieste di unione. Nel luglio del 2014 è stato rilasciato Orwell Dev-C++ 5.7.1 che utilizza la GCC 4.8.1 che supporta lo standard C++11. Nell'aprile del 2015 è stato rilasciato Orwell Dev-C++ 5.11 che utilizza la GCC 4.9.2.

### Versione Embarcadero
Il 1º luglio 2020 una nuova versione (fork) 5.50 di Dev-C++ è stata sponsorizzata e rilasciata da Embarcadero con un aggiornamento del codice a Delphi 10.4.
Il 12 ottobre 2020 è stata rilasciata da Embarcadero la nuova versione 6.0 di Dev-C++ con il più recente compilatore GCC 9.2.0 con il supporto a C++11 ed il supporto parziale al C++20, supporto per high DPI, UTF8, icone aggiornate, tema dark e ulteriori modifiche. L'ultima versione attualmente rilasciata è la 6.3.